# Tokia Saïfi

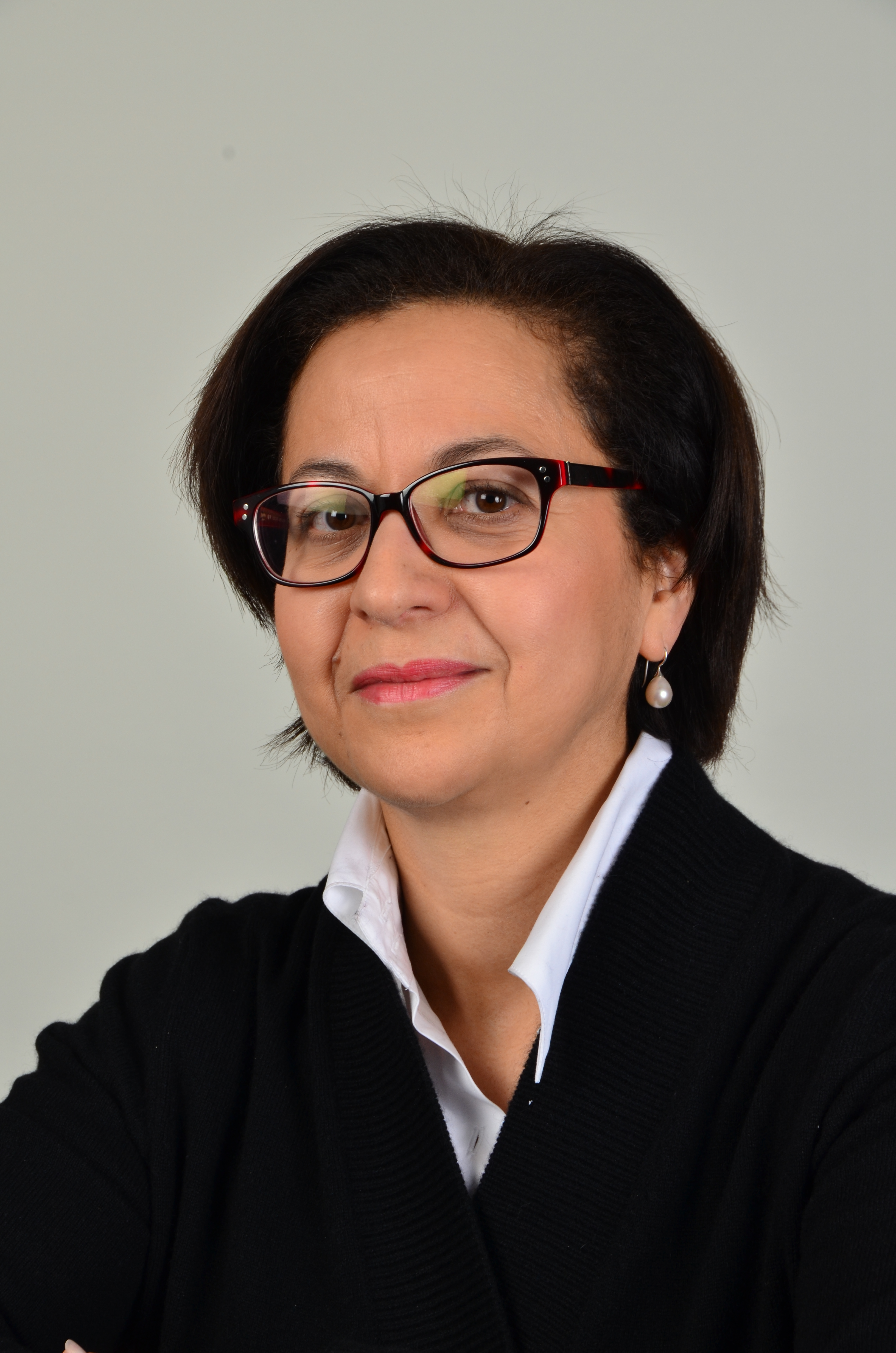
Tokia Saïfi (2014)

Tokia Saïfi (* 11. Juli 1959 in Hautmont, Département Nord) ist eine französische Politikerin (DL, UMP, Agir). Sie war von 1999 bis 2002 und erneut von 2004 bis 2019 Mitglied des Europäischen Parlaments.

## Leben
Saïfi ist das vierte von zehn Kindern eines Stahlarbeiters, der 1948 von Algerien nach Frankreich eingewandert war. Sie schloss 1984 ihr Jurastudium an der Universität Lille II ab. Drei Jahre später gründete sie die Bürgerrechtsvereinigung Espace intégration.
Bei der Kommunalwahl in Lille 1995 zog sie über die RPR-Liste in den Stadtrat von Lille ein. Bei der Europawahl 1999 wurde sie als Kandidatin der Partei Démocratie libérale in das Europäische Parlament gewählt. Dort saß sie in der EVP-ED-Fraktion und war stellvertretende Vorsitzende der Delegation für die Beziehungen zu den Maschrik-Ländern und den Golfstaaten. Die DL fusionierte 2002 mit der RPR zur Union pour un mouvement populaire (UMP), der Saïfi anschließend angehörte. Von Mai 2002 bis Juni 2004 war sie Staatssekretärin für nachhaltige Entwicklung in der Regierung von Jean-Pierre Raffarin.
Bei der Europawahl 2004 wurde sie erneut in das Europäische Parlament gewählt. Sie gehörte 2004–2011 dem Ausschuss für internationalen Handel an, war 2004–09 Delegierte für die Beziehungen zu den Golfstaaten, einschließlich Jemen, 2004–2014 in der Parlamentarischen Versammlung Europa-Mittelmeer sowie 2009–14 erneut für die Beziehungen zu den Maschrik-Ländern. Ab 2008 war Saïfi stellvertretende Vorsitzende der Parti radical valoisien, einer mit der UMP assoziierten Kleinpartei. Als sich jedoch die Parti radical 2011 von der UMP trennte, verblieb Saïfi in letzterer. Von 2011 bis 2012 war sie stellvertretende Vorsitzende des Ausschusses für auswärtige Angelegenheiten im Europaparlament, anschließend bis 2014 einfaches Ausschussmitglied.
Nach ihrer Wiederwahl als Europaparlamentarierin war sie 2014 bis 2019 stellvertretende Vorsitzende des Ausschusses für internationalen Handel sowie der Delegation für die Beziehungen zu den Maghreb-Ländern und der Union des Arabischen Maghreb. Ende 2017 beteiligte sie sich an der Gründung der Partei Agir, die ehemalige Mitglieder von Les Républicains (Nachfolgepartei der UMP) versammelt, die entgegen der Parteilinie die Präsidentschaft Emmanuel Macrons unterstützen.